# Ranunculus quelpaertensis
Ranunculus quelpaertensis là một loài thực vật có hoa trong họ Mao lương. Loài này được Nakai miêu tả khoa học đầu tiên năm 1922.